# Kolja Naumann
Kolja Naumann (* 9. Oktober 1980 in Freiburg im Breisgau) ist ein deutscher Jurist und seit Januar 2023 Richter am Bundesverwaltungsgericht.

## Leben und Wirken
Naumann schloss die erste juristische Staatsprüfung ab und promovierte 2007 zum Doktor der Rechte an der Universität zu Köln mit einer Dissertation über die religiöse Referenz in einem Europäischen Verfassungsvertrag. Nachdem er seine juristische Ausbildung abgeschlossen hatte, begann er eine richterliche Laufbahn am Verwaltungsgericht Köln. Vom April 2012 bis März 2014 erfolgte eine Abordnung an das Ministerium der Justiz des Landes Nordrhein-Westfalen und vom November 2015 bis Februar 2018 als wissenschaftlicher Mitarbeiter an das Bundesverfassungsgericht. Unmittelbar anschließend erfolgte die Versetzung zum Oberverwaltungsgericht für das Land Nordrhein-Westfalen unter gleichzeitiger Ernennung zum Richter am Oberverwaltungsgericht.
Naumann wurde vom Richterwahlausschuss des Deutschen Bundestags am 7. Juli 2022 gewählt. Anfang 2023 nahm er die Tätigkeit beim Bundesverwaltungsgericht auf, wo ihm der 8. Revisionssenat zugewiesen wurde.